# William Inge
William Motter Inge, conegut com a William Inge, nat el 3 de maig de 1913 a Independence i traspassat el 10 de juny de 1973, va ser un dramaturg estatunidenc.
Quatre de seves obres van ser adaptades al cinema, de la que Picnic va ser guardonada amb el Premi Pulitzer de teatre el 1953. El 1962, va rebre l'Oscar al millor guió original per Esplendor a l'herba (Splendor in the Grass).

## Obra dramàtica
- Come Back, Little Sheba.
- Picnic.
- Bus Stop.
- A dalt de l'escala és fosc.